# The Boys of the Lough

The Boys of the Lough est un groupe écossais de musique celtique traditionnelle.

## Biographie
La première formation (figurant sur l'album Boys of the Lough en 1972) comprenait :
- Aly Bain (né le 15 mai 1946, à Lerwick, Shetlands,Écosse) au violon,
- Cathal McConnell (né le 8 juin 1944, à Enniskillen, Co Fermanagh, Irlande du Nord) à la flute,
- Dick Gaughan (né le 17 mai 1948, à Rutherglen, Glasgow, Strathclyde, Écosse) voix et guitare,
- Robin Morton (né le 24 décembre 1939, à Portadown, Co Armagh, Irlande du Nord) à la flute.

Gaughan poursuit une carrière solo et est remplacé par Dave Richardson (né le 20 août 1948, à Corbridge, Northumberland) à la mandoline.
Le groupe restera inchangé pendant six albums, la composition étant assurée par Dave Richardson. Ils jouent de la musique traditionnelle d'Écosse et d'Irlande. Ils font des tournées à travers le monde, en particulier aux États-Unis, où on les considère comme les équivalents écossais de The Chieftains.

## Discographie
- 1973 : Boys Of The Lough
- 1973 : Second Album
- 1974 : Live At Passim's
- 1976 : Lochaber No More
- 1976 : The Piper's Broken Finger
- 1977 : Good Friends … Good Music
- 1978 : Wish You Were Here
- 1980 : Regrouped
- 1981 : In The Tradition
- 1983 : Open Road
- 1985 : To Welcome Paddy Home
- 1986 : Far From Home - Live
- 1987 : Farewell and Remember Me
- 1988 : Sweet Rural Shade
- 1992 : Live At Carnegie Hall
- 1992 : The Fair Hills Of Ireland
- 1994 : The Day Dawn
- 1999 : The West Of Ireland
- 2002 : Lonesome Blues and Dancing Shoes
- 2005 : Twenty
- 2007 : Midwinter Live
- 2009 : Rising Fawn Gathering with Norman Blake
- 2014 : The New Line